# Edward Heath
Edward Richard George Heath, född 9 juli 1916 i Broadstairs, Kent, död 17 juli 2005 i Salisbury, Wiltshire, mest känd som Ted Heath, var en brittisk konservativ politiker. Han var premiärminister 1970–1974 och ledare för det konservativa partiet från 1965 till 1975. Heath var också parlamentsledamot i 51 år från 1950 till 2001. Utanför politiken var Heath seglare, musiker och författare.
Heath föddes i Broadstairs, Kent, och var son till en kammarjungfru och en snickare. Han gick på Chatham House Grammar School i Ramsgate, Kent, och blev en ledare inom studentpolitiken medan han studerade vid Balliol College vid Oxfords universitet. Under andra världskriget tjänstgjorde Heath som officer i Royal Artillery. Han arbetade en kort tid inom statsförvaltningen, men avgick för att kandidera till parlamentet, och valdes för Bexley i valet 1950. Han befordrades till Chief Whip av premiärminister Anthony Eden 1955 och 1959 utsågs han till medlem av kabinettet av Harold Macmillan som arbetsmarknadsminister. Han innehade senare rollen som Lordsigillbevarare och 1963 utsågs han till President of the Board of Trade av Alec Douglas-Home. Efter att de konservativa besegrats i valet 1964 valdes Heath till ledare för det konservativa partiet 1965 och blev oppositionsledare. Trots att han ledde de konservativa till en jordskredsförlust i valet 1966 stannade han kvar i ledningen, och i valet 1970 ledde han sitt parti till en oväntad seger.
Under sin tid som premiärminister övervakade Heath införandet av decimalsystemet av brittiska mynt 1971, och 1972 ledde han reformeringen av det lokala styret, vilket avsevärt minskade antalet lokala myndigheter och skapade flera nya storstadsgrevskap, av vilka många finns kvar än i dag. Heath var en stark anhängare av ett brittiskt medlemskap i Europeiska ekonomiska gemenskapen (EEG) och hans "bästa stund" kom 1973, när han ledde Storbritannien till medlemskap i det som senare skulle bli Europeiska unionen. Hans tid som premiärminister sammanföll dock också med när konflikten i Nordirland var som värst, då han godkände internering utan rättegång och därefter suspenderade Nordirlands parlament och införde direkt brittiskt styre. Inofficiella samtal med delegater från den provisoriska irländska republikanska armén misslyckades, liksom Sunningdale-avtalet från 1973, som ledde till att parlamentsledamöterna från Ulster Unionist Party drog sig ur den konservativa partipiskan. Heath försökte också reformera den brittiska fackföreningsrörelsen med Industrial Relations Act, och hoppades kunna avreglera ekonomin och göra en övergång från direkt skatt till indirekt beskattning. En gruvarbetarstrejk i början av 1974 skadade dock regeringen allvarligt, vilket ledde till att tredagarsveckan infördes för att spara energi. I ett försök att lösa situationen utlyste Heath nyval i februari 1974 i ett försök att få mandat att möta gruvarbetarnas lönekrav, men detta resulterade istället i ett hängt parlament, där de konservativa förlorade sin majoritet. Trots att Labourpartiet fick färre röster vann det ytterligare fyra mandat och Heath avgick som premiärminister den 4 mars efter att förhandlingarna med det liberala partiet om att bilda en koalitionsregering misslyckats.
Efter att ha förlorat ett andra val i rad i oktober 1974 utmanades Heaths ledarskap av Margaret Thatcher och den 4 februari vann hon knappt över honom i den första omgången. Heath valde att avgå som ledare i stället för att ställa upp i den andra omgången och återvände till de bakre bänkarna, där han skulle stanna ända till 2001. År 1975 spelade han en viktig roll i folkomröstningen om brittiskt medlemskap i EEG, och kampanjade för den så småningom framgångsrika "stanna"-omröstningen. Heath skulle senare bli en bitter kritiker av Thatcher under hennes tid som premiärminister, och han talade och skrev mot Thatcherismens politik. Efter valet 1992 blev han "Father of the House" (åldersman) fram till sin pensionering från underhuset 2001. Han avled 2005, 89 år gammal. Heath är en av fyra brittiska premiärministrar som aldrig har gift sig. Han har beskrivits av BBC som "den förste arbetarklassmeritokraten" att bli konservativ ledare i "partiets moderna historia" och "en One Nation Tory i Disraeli-traditionen som förkastade den laissez-faire-kapitalism som Thatcher entusiastiskt stödde".

## Tidiga år
Heath föddes i Broadstairsi grevskapet Kent den 9 juli 1916 som son till William George Heath (1888–1976), en snickare som byggde flygplansskrov för Vickers under första världskriget, och därefter anställdes som byggare och Edith Anne Heath (född Pantony; 1888–1951), en kammarjungfru. Hans far var senare en framgångsrik småföretagare efter att ha tagit över en bygg- och inredningsfirma. Heaths farfar hade drivit ett litet mejeriföretag, och när det misslyckades arbetade han som portier på Broadstairs Station på Southern Railway. Edward var fyra år gammal när hans yngre bror John föddes. Det rådde ingen tvekan om att Edward var den "gynnade brodern". Heath var känd som "Teddy" som ung. Han utbildades vid Chatham House Grammar school i Ramsgate, och 1935 började han studera vid Balliol College i Oxford med hjälp av ett stipendium.
Under senare år satiriserades Heaths säregna accent, med dess "strypta" vokalljud, i kombination med hans icke-standardiserade uttal av "l" som "w" och "out" som "eout", av Monty Python i ljudsketchen "Teach Yourself Heath" (släppt på en 7" flexi-disc singel som ingår med de första kopiorna av deras LP Monty Python's Previous Record från 1972). Heaths levnadstecknare John Campbell spekulerar i att hans tal, till skillnad från hans far och yngre bror, som båda talade med Kent-accent, måste ha genomgått "drastisk förändring vid mötet med Oxford", även om han behöll delar av Kents tal.

## Oxford
Heath var en begåvad musiker och vann orgelstipendium under sin första termin (han hade tidigare försökt få orgelstipendier vid St Catharine's College, Cambridge, och Keble College, Oxford), vilket gjorde det möjligt för honom att stanna vid universitetet ett fjärde år. Han tog så småningom examen med en Second Class Honours BA i filosofi, politik och ekonomi 1939.
Under sin tid på universitetet blev Heath aktiv i det konservativa partiet. I den viktigaste politiska frågan för dagen, utrikespolitiken, motsatte han sig den då allt mer öppet konservativt dominerade regeringen. Hans första Paper Speech (d.v.s. ett stort tal som finns med på Order Paper tillsammans med de besökande gästtalarna) vid Oxford Union 1936, var i opposition mot eftergiftspolitiken mot Tyskland genom att återlämna sina kolonier, som konfiskerats under första världskriget.
I juni 1937 valdes han till ordförande för Oxford University Conservative Association som en pro-spansk republiks kandidat, i opposition mot pro-Franco John Stokes (själv senare konservativ parlamentsledamot). Åren 1937-38 var Heath ordförande för National Federation of University Conservative Associations, och samma år (hans tredje på universitetet) var han sekreterare och sedan bibliotekarie i Oxford Union. I slutet av året besegrades han i ordförandevalet för Oxford Union av en annan Balliol-kandidat, Alan Wood, i frågan om huruvida Neville Chamberlain-regeringen skulle ge vika för en vänsterorienterad folkfront. Vid det tillfället stödde Heath regeringen.
Under sitt sista år var Heath ordförande för Balliol College Junior Common Room, ett ämbete som under de följande åren innehades av hans nästan samtida Denis Healey, som skulle bli en livslång vän och politisk rival och Roy Jenkins, och som sådan inbjöds att stödja Balliolrektorn Alexander Lindsay, som ställde upp som en "Independent Progressive"-kandidat mot den officiella konservativa kandidaten Quintin Hogg, i 1938 års fyllnadsval i Oxford.
Heath, som själv hade ansökt om att bli de konservativas kandidat i fyllnadsvalet, anklagade regeringen i en unionsdebatt i oktober för att ha "vänt alla fyra kinderna till" Adolf Hitler, och valdes till ordförande för Oxford Union i november 1938, sponsrad av Balliol, efter att ha vunnit ordförandedebatten om att "denna kammare har inget förtroende för den nationella regeringen som den för närvarande är sammansatt". Den besökande Leo Amery beskrev honom i sina dagböcker som "en trevlig yngling".
Som student reste Heath mycket i Europa. Hans motstånd mot eftergiftspolitiken fick näring av att han med egna ögon bevittnade ett Nürnbergmöte 1937, där han träffade ledande nazister som Hermann Göring, Joseph Goebbels och Heinrich Himmler på ett SS-cocktailparty. Han beskrev senare Himmler som "den mest ondskefulla man jag någonsin träffat". Han var i Tyskland i två månader för att lära sig tyska, men fortsatte inte att tala språket flytande senare i livet. År 1938 besökte han Barcelona, som då attackerades av spanska nationalistiska styrkor under det spanska inbördeskriget. Vid ett tillfälle besköts en bil som han färdades i med kulsprutor, vid ett annat tillfälle träffades hans hotell av en bomb när han observerade ett flyganfall utifrån. Sommaren 1939 reste han tillsammans med sin judiske vän Madron Seligman till Danzig och Polen. De gjorde återresan genom att lifta och åka tåg genom Tyskland och såg mobiliserade trupper, och återvände till Storbritannien strax före krigsförklaringen.

## Andra världskriget
Heath tillbringade slutet av 1939 och början av 1940 på en debatturné i USA innan han blev inkallad. Den 22 mars 1941 fick han ett beredskapsuppdrag som fänrik vid Royal Artillery. Under kriget tjänstgjorde han till en början med tunga luftvärnskanoner runt Liverpool (som utsattes för tunga tyska bombräder i maj 1941) och i början av 1942 var han regementsadjutant, med kaptens grad. Heath deltog i landstigningen i Normandie, där han träffade Maurice Schumann, Frankrikes utrikesminister under Pompidou. Som major med befäl över ett eget batteri gav han artilleriunderstöd under de allierades fälttåg i Frankrike och Tyskland 1944–45, för vilket han fick ett omnämnande i depescher den 8 november 1945.
Heath anmärkte senare att "det är en sak att vara i kriget, och du ser fienden på andra sidan och så bombarderar du dem, och senare när du passerar över deras mark ser du döda kroppar ligga runt omkring". I september 1945 förde han befäl över en exekutionspluton som avrättade en polsk soldat som dömts för våldtäkt och mord. Han tilldelades Brittiska imperieorden, Military Division (MBE) den 24 januari 1946. Han hemförlovades i augusti 1946 och befordrades till överstelöjtnant den 1 maj 1947.
Heath gick med i Honourable Artillery Company som överstelöjtnant den 1 september 1951,  där han förblev aktiv under hela 1950-talet och avancerade till befälhavare för andra bataljonen. Ett porträtt av honom i full uniform hänger fortfarande i HAC:s Long Room. I april 1971, som premiärminister, bar han sin överstelöjtnants gradbeteckning för att inspektera trupper.

## Efterkrigstiden 1945–1950
Före kriget hade Heath vunnit ett stipendium till Gray's Inn och hade börjat förbereda sig för en karriär inom advokatsamfundet, men efter kriget placerades han på en delad topposition i ämbetsmannaexamen. Han blev sedan statstjänsteman vid ministeriet för civil luftfart (han var besviken över att inte bli placerad vid finansdepartementet, men avböjde ett erbjudande om en plats på utrikesdepartementet, av rädsla för att utlandsstationeringar skulle hindra honom från att ge sig in i politiken).
Heath gick med i ett team under Alison Munro som hade till uppgift att utarbeta ett system för brittiska flygplatser med hjälp av några av de många RAF-baserna från andra världskriget, och fick särskilt i uppdrag att planera länen. Flera år senare värdesatte hon hans uppenbara entusiasm för Maplin Airport till detta arbete. Till tjänstemännens stora förvåning försökte han bli antagen som Bexleys kandidat till parlamentet och avgick i november 1947.
Efter att ha arbetat som nyhetsredaktör för Church Times från februari 1948 till september 1949, arbetade Heath som management trainee på affärsbankerna Brown, Shipley & Co. tills han valdes till parlamentsledamot för Bexley i valet i februari 1950. I valet besegrade han en gammal samtida från Oxford Union, Ashley Bramall, med en marginal på 133 röster.

## Tidig politisk karriär (1950-1965)

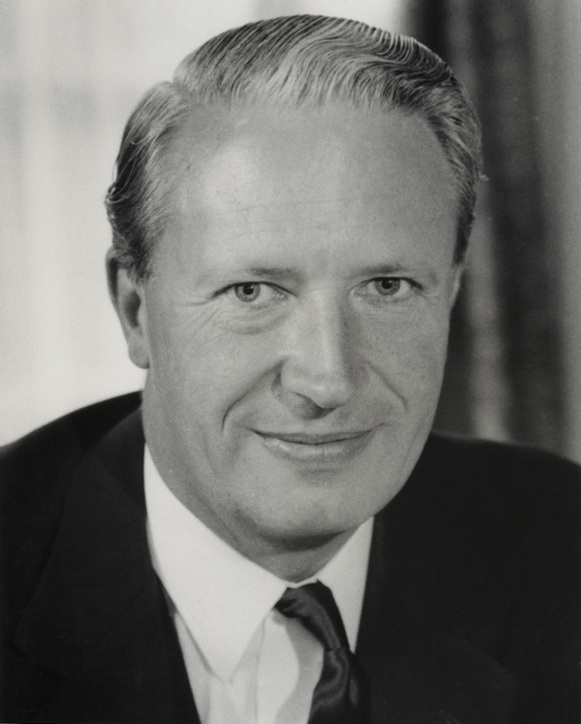
Officiellt porträtt 1960

### Parlamentsledamot
Heath höll sitt jungfrutal i underhuset den 26 juni 1950, där han vädjade till Labourregeringen att delta i Schumanplanen. Som parlamentsledamot för Bexley höll han entusiastiska tal till stöd för den unga kandidaten för grannstaden Dartford, Margaret Roberts, senare Margaret Thatcher.
Han utsågs till oppositionens inpiskare av Winston Churchill i februari 1951. Han stannade kvar på inpiskarnas kontor efter att de konservativa vunnit valet 1951 och steg snabbt till Joint Deputy Chief Whip, Deputy Chief Whip och i december 1955 Government Chief Whip under Anthony Eden. Journalisten Geoffrey Wheatcroft har noterat att "Av alla statliga jobb kräver detta fasthet och rättvisa i kombination med takt och tålamod och Heaths uppstigning verkar förbryllande i efterhand".

### Minister
På grund av konventionen att inpiskare inte talade i parlamentet lyckades Heath hålla sig utanför kontroversen om Suezkrisen. I samband med tillkännagivandet av Edens avgång lämnade Heath in en rapport om de konservativa parlamentsledamöternas åsikter om Edens möjliga efterträdare. Denna rapport gynnade Harold Macmillan och bidrog till att Macmillan blev premiärminister i januari 1957. Macmillan utnämnde senare Heath till arbetsmarknadsminister, en kabinettsminister – eftersom Chief Whip Heath hade deltagit i kabinettet, men inte formellt varit medlem – efter att ha vunnit valet i oktober 1959.
År 1960 utnämnde Macmillan Heath till Lordsigillbevarare med ansvar för förhandlingarna för att säkra Storbritanniens första försök att gå med i Europeiska gemenskaperna (eller EEG, som det då var mer känt). Efter omfattande förhandlingar, som innefattade detaljerade avtal om Storbritanniens jordbrukshandel med samväldesländer som Nya Zeeland, lade den franske presidenten Charles de Gaulle in sitt veto mot det brittiska inträdet vid en presskonferens i januari 1963 – till stor besvikelse för Heath, som var en stark anhängare av medlemskap i den gemensamma europeiska marknaden för Storbritannien. Han övervakade en framgångsrik ansökan när han tjänstgjorde som premiärminister ett decennium senare.
Efter detta bakslag, som var en stor förödmjukelse för Macmillans utrikespolitik, var Heath inte en utmanare till partiledarskapet när Macmillan avgick i oktober 1963. Under premiärminister Sir Alec Douglas-Home var han ordförande för Board of Trade och statssekreterare för industri, handel och regional utveckling, och övervakade avskaffandet av prisbindning i detaljhandeln, liksom flytten av helgdagen i augusti för att förlänga semesterperioden och minska trängseln.

## Oppositionsledare (1965-1070)

### Partiledare

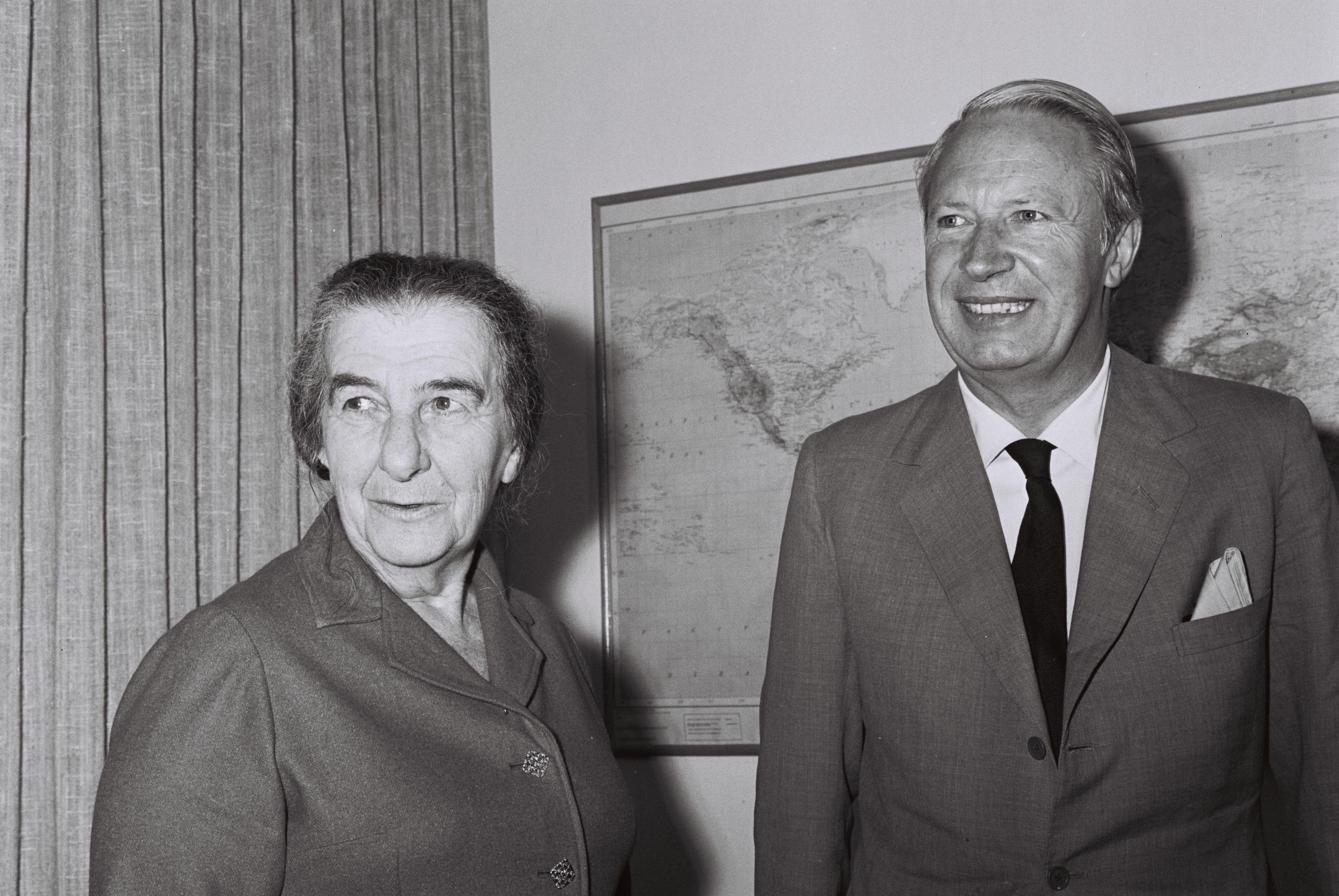
Heath med Israels premiärminister Golda Meir 1969

Efter att det konservativa partiet förlorat valet 1964 ändrade den besegrade Home partiets ledarregler för att tillåta en omröstning bland parlamentsledamöterna och i juli 1965 avgick han. Heath – som var skuggfinansminister vid den tiden och nyligen hade fått gynnsam publicitet för att ha lett kampen mot Labours finansförslag – vann oväntat partiets ledarstrid och fick 150 röster mot Reginald Maudlings 133 och Enoch Powells 15. Heath blev de konservativas yngste ledare och behöll posten efter partiets nederlag i valet 1966.
I april 1968 höll Enoch Powell sitt kontroversiella "Rivers of Blood"-tal, där han kritiserade invandringen till Storbritannien. Strax därefter ringde Heath till Margaret Thatcher för att informera henne om att han skulle sparka Powell från skuggkabinettet. Hon erinrade sig att hon "verkligen trodde att det var bättre att låta saker och ting svalna för stunden än att förvärra krisen". Dagen därpå avskedade Heath Powell. Flera konservativa på högerkanten protesterade mot Powells avskedande. Enligt Heath talade han aldrig med Powell igen.

### Valet 1970
När ett nytt parlamentsval närmade sig 1970 kom ett konservativt policydokument från Selsdon Park Hotel som erbjöd en marknadsliberal politik som lösningar på landets arbetslöshets- och inflationsproblem. Heath uppgav att helgen i Selsdon bara bekräftade den politik som faktiskt hade utvecklats sedan han blev ledare för det konservativa partiet. Labours premiärminister Harold Wilson ansåg att dokumentet var en röstförlorare och kallade det en produkt av Selsdon Man – efter den förmodade förhistoriska Piltdownmannen – för att framställa det som reaktionärt. Heaths konservativa parti vann valet 1970 med 330 mandat mot Labours 287. I det nya kabinettet ingick den blivande premiärministern Margaret Thatcher (utbildning och vetenskap), William Whitelaw (ledare för underhuset) och den tidigare premiärministern Alec Douglas-Home (utrikes- och samväldesfrågor).

## Premiärminister (1970-1974)

### Välfärdssamhället
Under Heaths första år som premiärminister infördes högre avgifter för välfärdsstatens förmåner som skolmat, glasögon, tandvård och receptbelagda läkemedel. Rätten till statlig sjukpenning ändrades också så att den endast skulle betalas ut efter de tre första sjukdagarna. År 1971 infördes en rad åtgärder för att begränsa tillgången till tilläggsförmåner. I synnerhet, som noterades i en studie, "behandlades skatterabatter och strejkbidrag som resurser, med förbehåll för ett åsidosättande av 4 pund". Från och med april 1972 var en man som återvände från arbetet efter att ha strejkat tvungen att betala tillbaka all tilläggsersättning som han fått för att klara sig under de första 15 dagarna på arbetet innan han fick sin lön. I februari 1973 skärptes reglerna om hjälp i brådskande fall. Som ett resultat av åtstramningen av utbildningsbudgeten upphörde tillhandahållandet av gratis skolmjölk för 8- till 11-åringar (det hade redan upphört för äldre barn av Harold Wilson); skvallerpressen döpte Margaret Thatcher, den dåvarande utbildningsministern, till "Margaret Thatcher: Milk Snatcher". Trots dessa åtgärder uppmuntrade regeringen Heath till en betydande ökning av välfärdsutgifterna, och Thatcher blockerade finansminister Macleods andra postuma utbildningspolitik: avskaffandet av det öppna universitetet, som nyligen hade grundats av den föregående Labourregeringen. Trots att tillgången till billig mjölk upphörde hade 700 000 skolbarn fortfarande rätt till gratis mjölk. Genom 1972 års lag om juridisk rådgivning och bistånd (Legal Advice and Assistance Act 1972) gavs bättre möjligheter till rådgivning och bistånd i ett tidigt skede av en tvist. I 1970 års lag om bidrag (Social Needs (Grants) Act 9NI) "föreskrevs att bidrag skulle kunna betalas ut för utgifter som uppkommit på grund av särskilda sociala behov i stadsområden". I januari 1973 trädde Criminal Justice Act 1972 i kraft i England och Wales. Den utvidgade domstolens befogenhet "att beordra en gärningsman att betala ersättning för personskada, förlust eller skada". I juni 1973 infördes en ny lägre nivå för assistansersättning för personer mellan 16 och 64 år, medan lägre nivåer "för personer under 15 år och personer över 65 år infördes den 1 oktober respektive den 3 december". En annan ändring gjorde det möjligt att handlägga småmål på mindre än 75 pund på ett mindre formellt sätt inom grevskapsdomstolarna. Bevisreglerna och kraven på juridiskt ombud mildrades för att göra det möjligt att kräva ersättning för så små belopp enligt 1959 års lag om grevskapsdomstolar (County Court Act 1959), ändrad genom Administration of Justice Act (E&W) 1973.
I 1970 års lag om allmän försäkring (1970 års lag om allmän försäkring) skulle pensioner betalas ut till äldre personer som hade uteslutits från pensionssystemen före 1948 och som följaktligen inte omfattades av det omfattande system som infördes 1948. Omkring 100 000 personer berördes av denna förändring, varav hälften fick tilläggsersättning inom socialförsäkringssystemet. Lagen innebar också förbättringar av änkepensionssystemet genom att införa en skala som började på 30 shilling i veckan för kvinnor som blev änkor vid 40 års ålder och steg till hela nivån på 5 pund vid 50 års ålder.
Byggandet av förskolor gavs i betydande utsträckning och ett långsiktigt program för kapitalinvesteringar i skolbyggnader inleddes. En familjefond inrättades för att hjälpa familjer med barn som hade medfödda sjukdomar, samtidigt som nya förmåner infördes till förmån för hundratusentals funktionshindrade personer vars funktionshinder varken hade orsakats av krig eller arbetsskador. Ett assistansbidrag infördes för dem som behövde vård i hemmet, tillsammans med invaliditetsersättning för långtidssjuka, medan ett högre barnbidrag gjordes tillgängligt där invaliditetsersättning betalades ut. Änkebidrag infördes för personer mellan fyrtio och femtio år, förbättrade bidrag för slumsanering gjordes tillgängliga, medan hyresbidrag infördes för privata hyresgäster. I april 1971 gavs för första gången alla barn med Downs syndrom rätt till utbildning.
Åldern för att lämna skolan höjdes till 16 år, medan Family Income Supplement infördes för att öka inkomsterna för låginkomsttagare. Familjer som fick denna förmån var befriade från NHS-avgifter medan barnen i sådana familjer var berättigade till gratis skolmåltider. Icke avgiftsfinansierade pensioner infördes också för alla personer som var åttio år eller äldre, medan Social Security Act 1973 antogs, som för första gången införde indexering av förmåner i Storbritannien genom att indexera förmånerna till priserna för att bibehålla deras reala värde. En ändring av Social Security Act från 1973 krävde att statssekreteraren skulle offentliggöra förmåner för funktionshindrade. Genom 1971 års lag om allmän försäkring infördes ett särskilt tillägg utan behovsprövning för alla pensionärer över 80 år, och 1972 infördes en julbonus på 10 pund. Årliga höjningar för alla pensionärer infördes också. Från och med oktober 1973 betalades en högre " långfristig tilläggsersättning ut "till dem som hade fått tilläggsersättning under en sammanhängande period". Samma år infördes en grundläggande kortfristig ränta för alla andra; korttidssjuka och arbetslösa i huvudsak. Från 1972 och framåt, "även om det inte finns något lagstadgat åtagande om detta, har samma kontantökningar gjorts i de ledande tilläggsförmånsskalorna som i deras motsvarigheter i den nationella försäkringen." År 1973 infördes 1973 ett lagstadgat åtagande om att höja de nationella försäkringsförmånerna i linje med priserna. Industrial Relations Act från 1971 gav anställda "rätt att, beroende på en minsta kvalifikationsperiod, överklaga till en arbetsdomstol, där ersättning för ogrundad uppsägning kunde utdömas på grundval av anställningstid" och 1972 infördes bevarande av intjänade pensionsförmåner efter fem eller fler års tjänstgöring. Genom 1972 års lag om juridisk rådgivning och bistånd (Legal Advice and Assistance Act 1972) inrättades ett system med grön form som innebar att rådgivning på upp till två timmar blev tillgänglig gratis för de fattigaste eller till reducerade priser för mindre bemedlade. Housing Finance Act 1972 "introducerade en nationell formel för hyreshöjningar i den offentliga sektorn och ett obligatoriskt system med lokala hyres- och ränterabatter som överlevde efterföljande lagstiftning". 1972 års förordning om tilläggsförmåner (fastställande av krav) höjde hyrestillägget för icke-hushåll och tog bort den nuvarande ålderskvalificeringen. Students' Dependents' Allowances Regulations 1973 gjorde det möjligt för statssekreteraren att "betala ut bidrag till studenter som deltar i kurser av första graden, universitet, etc. och kurser för utbildning av lärare". I en ändring av 1973 års förordning om social trygghet föreskrevs att Kommissionen för tilläggsförmåner "att göra utbetalningar för att täcka begravningskostnader utan att ta hänsyn till de lokala myndigheternas befogenheter, så att kommissionen inte hindras av det faktum att lokala myndigheter har vissa befogenheter när det gäller omhändertagande av kroppar." Kommissionen har därefter "reviderat sin policy för betalning av begravningskostnader". De sökande uppmanas inte längre att be den lokala myndigheten att ordna med begravningen, och kommissionen kommer att överväga att betala kostnaderna för en privat begravning inom ramen för sina befogenheter för att tillgodose exceptionella behov."
I 1973 års förordning om system för ersättning av gruvarbetare och koncessionärt kol (betalningssystem) föreskrevs tre nya typer av förmåner, bland annat "klumpsummor baserade på tjänstgöringstid för män som blivit uppsagda mellan 35 och 55 års ålder, och för män över 55 år som på grund av bristande tjänstgöring i industrin inte är berättigade till grundersättning; En ny förmån motsvarande den nuvarande arbetslöshetsersättningen som ska betalas ut till män när de har förbrukat sina 156 veckors grundersättning tills de fyller 65 år och förmånliga kolförmåner för män som blivit uppsagda mellan 55 och 60 års ålder, och vissa män som blivit uppsagda över 60 år. (De flesta män som är uppsagda över 60 år får redan rabatterat kol enligt befintliga system.) Dessutom har "det förmånsbelopp som en förmånstagare kan behålla om han får ett annat arbete också ökats." 1973 års lag om sysselsättning och utbildning (Employment and Training Act 1973) innehöll olika bestämmelser. Till exempel anges i lagtexten: "Statssekreteraren kan till varje person som utsetts i enlighet med föregående paragraf betala sådana traktamenten och reseersättningar samt ersättning för förlust av avlönad tid som statssekreteraren kan fastställa med godkännande av ministern för offentlig förvaltning." Dessutom "kan en industriutbildningsnämnd utbetala bidrag för uppehälle och resor till personer som deltar i kurser som ges eller godkänns av styrelsen; lämna bidrag eller lån till personer som tillhandahåller kurser eller andra faciliteter som godkänts av styrelsen, till personer som genomför studier i syfte att tillhandahålla sådana kurser eller faciliteter och till personer som upprätthåller arrangemang för att tillhandahålla sådana kurser eller faciliteter som för närvarande inte används; betala arvode till personer som tillhandahåller vidareutbildning för personer som erhåller sådan i samband med sin utbildning i kurser som ges eller godkänns av styrelsen; göra utbetalningar till personer i samband med arrangemang enligt vilka dessa eller deras anställda utnyttjar kurser eller andra faciliteter som tillhandahålls eller godkänts av styrelsen."
Redundant Mineworkers (Payments Scheme) Order 1972 var avsedd att vara tillgänglig i tre år "för alla gruvarbetare som blir uppsagda efter att han har fyllt 55 för att hjälpa honom att anpassa sig till den nya situationen och de svårigheter som han står inför." Den innehöll ett antal bestämmelser för gruvarbetare och deras anhöriga, bland annat tillägg av levnadskostnadstillägg, en grundförmån, en ökning från 3 till 6 pund i veckan av förmånen "som kan behållas om en uppsagd gruvarbetare hittar ett nytt arbete och får en ny anställning, för om han gjorde det skulle han förmodligen ådra sig inkomstskatt. kanske socialförsäkringsavgifter, resekostnader och andra utgifter som mycket väl kunde ha överstigit de 3 pund som han skulle ha kunnat ta ut om han hade fortsatt att ta ut dem från det uppsagda gruvarbetarnas betalningssystem." Det hyresbidrag som betalas ut till en uppsagd gruvarbetare gjordes överförbart till ett nytt hus om han flyttade sitt hem, reglerna för avräkning av statliga och andra förmåner inom kolindustrin mot det totala beloppet av gruvarbetarnas avgångsvederlag mildrades, och systemet ändrades "så att i händelse av en andra uppsägning – om en gruvarbetare blir uppsagd en andra gång – beräknas hans inkomst på den lön som betalades ut under året omedelbart före den andra uppsägningen, i motsats till den tidigare inkomstnivån." Dessutom "kommer dessa tre sista eftergifter att gälla för män som ingår i det befintliga systemet, inte bara för gruvarbetare som kan komma att bli uppsagda i framtiden, utan för alla dem som är en del av det befintliga systemet för närvarande." Planen föreskrev också att de allmänna höjningarna av förmånerna, såsom det särskilda skälenbidraget och tillägget för arbetsskadeersättning, inte skulle kompenseras som i dag, och det föreskrevs också ökningar av de förmåner som utbetalades till män med arbetsskadeersättning till följd av att de blev helt eller allvarligt arbetsoförmögna, beviljande av särskilt skäligt handikappbidrag för ett olycksfall eller en sjukdom som uppkommit efter uppsägningar. Dessutom kommer "varje allmän höjning av arbetslöshetsersättningen mellan den 6 april 1972 och den 6 april 1973 att kompenseras mot ersättningen för män som blivit uppsagda efter den 6 april 1973." Dessutom höjs "det maximala förmånsbelopp som kan behållas av dem som får ett arbete från 3 till 6 pund" per vecka, och "tabellen över grundförmåner som är lämplig för de olika inkomstintervall som anges före uppsägning som anges i bilaga 4 har räknats om så att grundförmånen, plus 1971 års arbetslöshetsersättning för en man och en vuxen person i beroendeställning, har räknats om så att grundförmånen, plus 1971 års arbetslöshetsersättning för en man och en vuxen person i beroendeställning, efter skatt och i genomsnitt under de tre åren motsvarar 90 procent. av tidigare hemlön." Andra bestämmelser inkluderade tjänstgöring i kolindustrin "innan förstatligandet nu kan räknas in i de 10 kvalifikationsåren" och att kvinnor "som inte betalar hela socialförsäkringsstämpeln kommer att kunna få viss ersättning trots att de inte är berättigade till arbetslöshetsersättning". Dessutom kommer "dagar av frånvaro från hemmet som diskvalificerar en person från arbetslöshetsersättning, och även från 72-programpenning, att räknas som dagar i stället för en dag i veckan som resulterar i en hel veckas diskvalificering som i dag." Dessutom kan "en man som blivit uppsagd inom ramen för systemet och återanställd i kolindustrin i mer än ett år och sedan blivit uppsagd en andra gång välja vilken av de två inkomsterna före uppsägningen som han vill att hans ersättning ska beräknas på." Dessutom "kravet på att för att fortsätta att erhålla hyresbidrag en Personen måste fortsätta att bo i samma hus som han bodde i när han blev uppsagd, och att detta hus måste fortsätta att ägas av styrelsen, tas bort." Dessutom kommer "det relevanta beskattningsåret som ligger till grund för inkomsten före uppsägning nu att vara det föregående beskattningsåret för alla, i stället för för två år för dem som blev uppsagda under april." Dessutom, som en parlamentsledamot noterade: "Efter införandet av det första systemet för ersättning till övertaliga gruvarbetare 1968, som gav förmåner till män som var 55 år eller äldre på grund av uppsägning och som i övrigt uppfyllde systemets krav, fanns det ett tryck på att förbättra de tillgängliga villkoren för att göra det möjligt för sådana män att få förmånligt kol som om de hade uppnått normal pensionsålder. Regeringen svarade på dessa påtryckningar genom att ändra befogenheten att göra program till förmån för uppsagda gruvarbetare i 1967 års lag. År 1973 infördes också det första systemet för ersättning för koncessionärt kol genom en förordning, som föreskrev att National Coal Board skulle återbetala "hela kostnaden för koncessionärt kol till män i åldern 55 till 59 år som var berättigade till förmåner enligt systemet för ersättning till uppsagda gruvarbetare från den 14 december 1969, och halva kostnaden för att tillhandahålla koncessionärt kol till sådana män i åldern 60 till 65 år."
Ett antal nya pensionsbestämmelser infördes för olika kategorier av arbetstagare. För dem inom NHS inkluderade detta år och dagar som användes vid förmånsberäkningar i stället för år och ett halvt år, införandet av praktikerdynamik som infördes, dvs. 1,4 % pensioner, bäst av de senaste 3 åren Total Superannuable Compensation som infördes i stället för genomsnittet av de senaste 3 åren, 3 x engångsbelopp som infördes för tjänstgöring efter den 24 mars 1972 (gifta män), Införande av en halv änkepension (som tidigare var 1/3), en ny nivå för barnbidrag, en sänkning av kvalifikationstiden för pension från 10 år till 5 år, avskaffande av kvalifikationstiden för gratifikationer vid dödsfall (DG), införande av dubbel arbetsoförmåga för tjänstgöring mellan 5 år och 9 år och 364 dagar (eller till 65 års ålder om den är mindre). Införande av 3 månaders initial änkepension, införande av begränsad änkepension (för 3, 4,5 eller 6 månader) för de änkor som inte har rätt till fortsatt änkepension, införande av ett begränsat barnbidrag, införande av automatisk utbetalning av förmåner vid 70 års ålder, införande av köp av tilläggsår, "Pensions Increase Supplement may apply" från januari 1973 till oktober 1975. En utvidgning av tjänstgöringstiden för att ta hänsyn till ej uttagen årlig semester för extraanställda. "Deltidstjänstgöring kan vara överflödig under förutsättning att hälften eller mer av grundarbetstiden arbetas." I 1971 års lag om höjning av pensionerna (Pensions (Increase) Act från 1971 föreskrevs regelbundna höjningar av pensionerna för offentliganställda genom lag. Lagen ändrades senare 1972 och 1974 "för att sänka den lägsta åldern för att få pensioner höjas från 60 till 55 år och för att föreskriva att alla pensioner som betalas ut till änkor till försäkringstagare skall höjas".
I 1972 års lag om pensioner (Superannuation Act från 1972) föreskrevs nya bestämmelser om förtida pensionering på grund av begränsad effektivitet,[80] som gav offentliganställda rätt till sina pensioner granted civil servants rights to their pensions och inrättade det huvudsakliga pensionssystemet för offentliganställda, systemet för ytterligare frivilliga bidrag till offentliganställda (CSAVCS), kompensationssystemet för offentliganställda (CSCS) och systemet för förmåner vid skador inom offentliganställda (CSIBS). I 1973 års förordning om pensionering av lokala myndigheter (pensionering av chefstjänstemän) föreskrevs "att personer som identifierats som chefstjänstemän och biträdande chefer för lokala myndigheter, och vissa andra personer som berördes av omorganisationen av lokala myndigheter, kunde välja att gå i förtidspension på förbättrade pensionsvillkor och därigenom avstå från all rätt till ersättning som annars skulle ha utövats enligt avsnitt 259 i 1972 års kommunallag". Genom avsnitt 27 i 1973 års vattenlag (Water Act 1973) bemyndigades vattenmyndigheterna att inrätta och förvalta pensionssystem och pensionsfonder. I 1973 års lag om social trygghet (Social Security Act) infördes ytterligare bestämmelser "för tjänstepensioner, inrättandet av Occupational Pensions Board och det avgiftsfinansierade reservpensionssystemet under en Reserve Pension Board för icke erkänd pensionsgrundande anställning".

### Skotsk nationalism
Den skotska nationalismen växte som politisk kraft, medan decimaliseringen av brittiska mynt, som påbörjades under den tidigare Labourregeringen, fullbordades åtta månader efter att Heath kom till makten. Central Policy Review Staff inrättades av Heath i februari 1971, medan Local Government Act 1972 ändrade gränserna för grevskapen i England och Wales och skapade storstadslän runt de större städerna (t.ex. Merseyside runt Liverpool): detta orsakade stor ilska hos allmänheten. Heath delade inte in England i regioner, utan valde istället att invänta rapporten från Crowther-kommissionen om konstitutionen. De 10 regeringskansliregionerna inrättades slutligen av regeringen Major 1994.

### Ekonomisk politik
Finansminister Iain Macleod avled och ersattes den 20 juli 1970 av Anthony Barber. Heaths planerade förändringar av den ekonomiska politiken (inklusive en betydande övergång från direkt till indirekt beskattning) förblev i stort sett ogenomförda: Selsdons policydokument övergavs mer eller mindre eftersom arbetslösheten ökade avsevärt fram till 1972. I januari samma år nådde antalet arbetslösa en miljon, den högsta nivån på mer än två decennier. Heath motsatte sig arbetslöshet på moraliska grunder och uppmuntrade en berömd "U-sväng" i den ekonomiska politiken som utlöste vad som blev känt som "Barber Boom". Detta var en tvådelad process som involverade budgetarna för 1972 och 1973, av vilka den förstnämnda pumpade in 2,5 miljarder pund i ekonomin i form av ökade pensioner och förmåner och skattesänkningar. I början av 1974 hade arbetslösheten, som ett resultat av denna keynesianska ekonomiska strategi, sjunkit till under 550 000 personer. Det ekonomiska uppsvinget varade inte länge, och Heaths regering genomförde olika nedskärningar som ledde till att politiska mål övergavs, till exempel en planerad utbyggnad av förskoleutbildningen.

### Fackföreningsrörelsen
En stor del av regeringens uppmärksamhet, liksom medierna och den allmänna opinionen, riktades mot de försämrade relationerna på arbetsmarknaden, eftersom regeringen försökte försvaga fackföreningarnas ekonomiska makt, som hade vuxit stadigt sedan 1945. Genom Industrial Relations Act 1971 inrättades en specialdomstol under ledning av domaren John Donaldson. Dess fängslande av strejkande hamnarbetare var en PR-katastrof och blev en lärdom för Thatchers regering på 1980-talet. Thatcher förlitade sig i stället på att konfiskera fackföreningars tillgångar som domstolar fann ha brutit mot antistrejklagarna.
Fackföreningarna svarade med en fullskalig motattack mot en regering som lamslagits av inflation och hög arbetslöshet. Särskilt skadliga för regeringens trovärdighet var de två gruvarbetarstrejkerna 1972 och 1974, varav den senare resulterade i att en stor del av landets industri arbetade i tredagarsvecka i ett försök att spara energi. National Union of Mineworkers vann målet, men energibristen och det resulterande sammanbrottet för den inhemska konsensusen bidrog till att hans regering slutligen föll.

### Arbetslöshet
Det var en brant ökning av arbetslösheten under de första två åren av Heats ministär, men den vände sedan. År 1964 hade Labour ärvt en arbetslöshet på omkring 400 000 personer, men arbetslösheten nådde en topp på 631 000 i början av 1967. Vid valet i juni 1970 var arbetslösheten fortfarande hög, 582 000. Heath och de konservativa lovade "full sysselsättning", men inom ett år stod det klart att de höll på att förlora den striden, eftersom den officiella arbetslöshetssiffran kröp mot 1 000 000 och vissa tidningar antydde att den var ännu högre. I januari 1972 bekräftades det officiellt att arbetslösheten hade stigit till över 1 000 000 – en nivå som inte setts på mer än 30 år. Olika andra rapporter vid den här tiden antydde att arbetslösheten var ännu högre, och tidningen The Times hävdade att "nästan 3 000 000" människor var arbetslösa i mars det året.

### Utrikespolitik

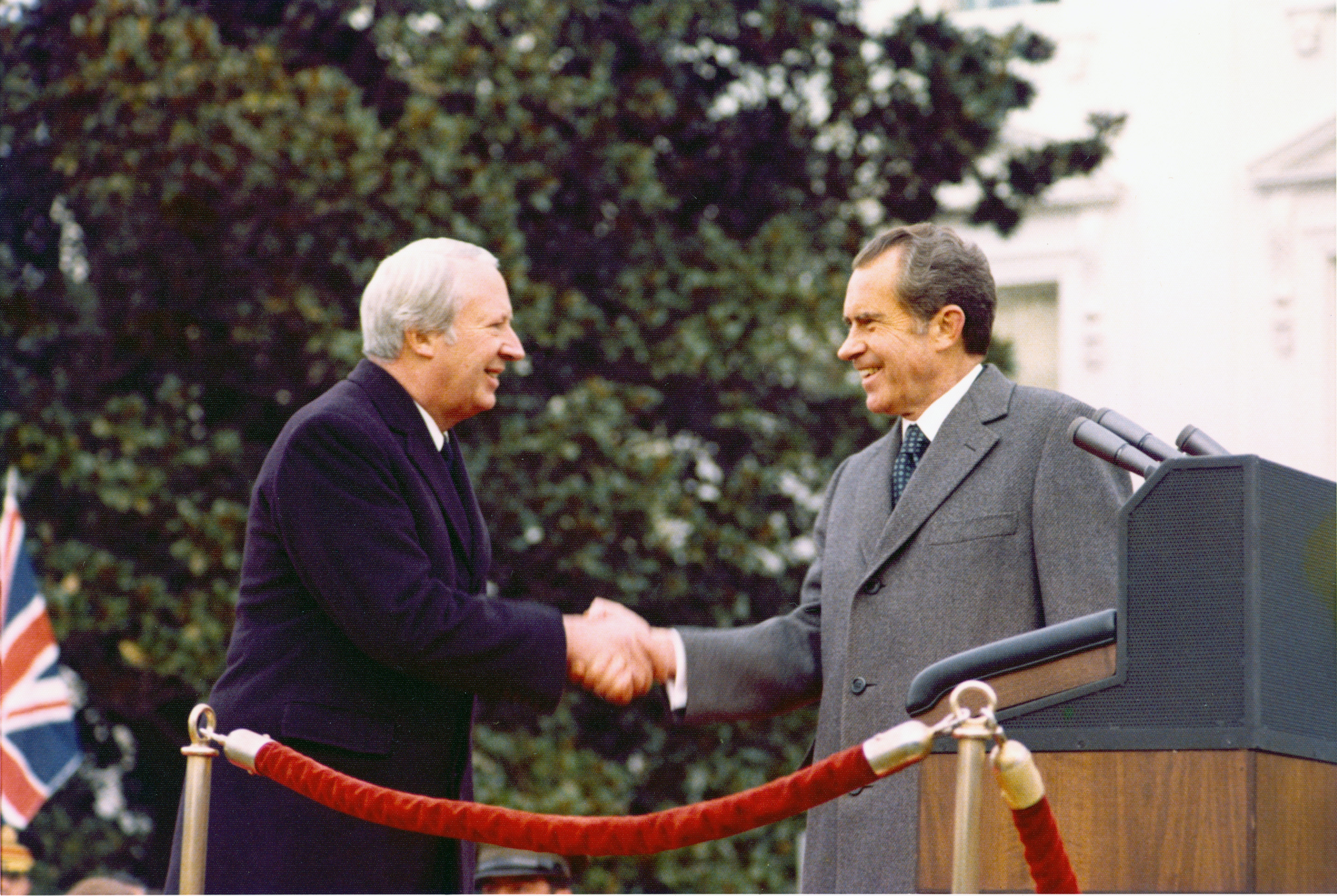
Heath med USA:s president Richard Nixon i Vita huset 1973

När Heath tillträdde som premiärminister i juni 1970 satte han omedelbart igång med att försöka vända Wilsons politik att avsluta Storbritanniens militära närvaro öster om Suez. Heath tog Storbritannien in i Europa den 1 januari 1973, efter att European Communities Act 1972 hade antagits i parlamentet i oktober.
Han stödde offentligt USA:s massiva bombningar av Hanoi och Haiphong i december 1972.
Enligt John McEvoy och Mark Curtis från Declassified UK, erkände hans regering snabbt Augusto Pinochets militärregim i Chile och upprätthöll goda relationer med den, trots att Pinochetregimens statskupp var olaglig.
I oktober 1973 införde han ett brittiskt vapenembargo mot alla stridande i det arabisk-israeliska Jom kippur-kriget, vilket främst påverkade israelerna genom att hindra dem från att få tag på reservdelar till sina Centurion-stridsvagnar. Heath vägrade att tillåta amerikansk underrättelseinhämtning från brittiska baser på Cypern, vilket resulterade i ett tillfälligt stopp i USA:s signalspaningsavlyssning.
Han föredrog förbindelser med Folkrepubliken Kina, besökte Mao Zedong i Peking 1974 och 1975 och förblev en hedersgäst i Kina vid täta besök därefter och utvecklade en nära relation med Maos efterträdare Deng Xiaoping. Heath insåg att han behövde vara längre bort från USA för att komma närmare Europa, så han tonade ner den speciella relation som länge hade knutit de två nationerna samman. De två nationerna hade olika åsikter om sådana stora kriser som Storbritanniens EG-medlemskap, Nixons ekonomiska "chocker" 1971, Bangladeshs befrielsekrig, avspänning med Sovjetunionen, Kissingers Europaår och Mellanösternkrisen 1973.

### Nordirland
Heath tjänstgjorde som premiärminister under en särskilt våldsam period av oroligheterna i Nordirland. Händelser som utegångsförbudet vid Falls Road, Operation Motorman och den blodiga söndagen ledde till att relationerna mellan det irländska katolska samfundet och de brittiska säkerhetsstyrkorna nästan kollapsade. År 1971 skickade Heath MI6-officeren Frank Steele för att föra samtal med den provisoriska irländska republikanska armén (IRA) och hitta en gemensam grund för att inleda officiella förhandlingar. I juli 1972 tillät Heath Nordirlands statssekreterare William Whitelaw att hålla inofficiella samtal i London med en IRA-delegation av Seán Mac Stíofáin. I efterdyningarna av dessa misslyckade samtal drev Heath på för en fredlig lösning med nordirländska politiska partier som uteslutande förband sig till icke-våld.
Sunningdaleavtalet från 1973, som föreslog en överenskommelse om maktdelning, förkastades starkt av många unionister, inklusive Ulster Unionist Party, som drog tillbaka sina parlamentsledamöter i Westminster från den konservativa partipiskan. Förslaget fälldes slutligen av strejken bland unionisterna i Ulster Workers' Council 1974, då Heath inte längre var i tjänst.
IRA riktade in sig på Heath för att ha infört internering utan rättegång i Nordirland. I december 1974 kastade en IRA-enhet en bomb på balkongen på första våningen i hans hem på Wilton Street i Belgravia där den exploderade. Heath hade dirigerat en julsångskonsert på Broadstairs och kom hem 10 minuter efter att bomben exploderat. Ingen skadades i attacken, men ett landskap målat av Winston Churchill – som Heath fått i present – skadades. I januari 2003 vittnade Heath inför Saville-utredningen och uppgav att han aldrig hade sanktionerat olagligt dödligt våld i Nordirland.

## Bort från makten

### Parlamentsvalet 1974
Heath försökte stärka sin regering genom att utlysa allmänna val den 28 februari 1974 med valsloganen "Vem styr Storbritannien?". Valresultatet var inte entydigt eftersom inget parti fick total majoritet i underhuset. De konservativa fick flest röster, men Labour fick något fler mandat. Heath inledde förhandlingar med Jeremy Thorpe, ledare för det liberala partiet, men när dessa misslyckades avgick han som premiärminister den 4 mars 1974 och ersattes av Wilsons minoritetsregering, som så småningom bekräftades, om än med en knapp majoritet, i ett andra val i oktober. Till dags dato är Heath den siste brittiske premiärministern som både tillträtt och förlorat sin mandatperiod genom ett allmänt val.

### Thatchers uppgång
Heath kom att ses som en belastning av många konservativa parlamentsledamöter, partiaktivister och tidningsredaktörer. Hans personlighet ansågs kall och reserverad och irriterande till och med för hans vänner. Alan Watkins observerade 1991 att hans "bryskhet, hans uppsluppenhet, hans brist på småprat eller ens något prat, hans rent dåliga uppförande" var några av de faktorer som kostade honom stödet från de konservativa i det efterföljande konservativa ledarvalet.
Han bestämde sig för att förbli ledare för de konservativa, även efter att ha förlorat valet i oktober 1974, och till en början såg det ut som om han skulle kunna segra genom att förlita sig på stödet från sina kolleger på de bakre bänkarna (de så kallade "Backbenchers"). Under veckorna efter den andra valförlusten utsattes Heath för enorma påtryckningar att gå med på en översyn av reglerna och gick med på att inrätta en kommission för att föreslå förändringar och försöka bli omvald. Det fanns ingen tydlig utmanare efter att Enoch Powell hade lämnat partiet och Keith Joseph hade uteslutit sig själv efter kontroversiella uttalanden som antydde att arbetarklassen borde uppmuntras att använda mer preventivmedel. Josephs nära vän och bundsförvant Margaret Thatcher, som ansåg att en anhängare av filosofin vid Centre for Policy Studies skulle ställa upp, anslöt sig till ledarstriden i hans ställe tillsammans med outsidern Hugh Fraser. Med hjälp av Airey Neaves kampanjande bland parlamentsledamöter – vars tidigare närmande till William Whitelaw hade avvisats på grund av lojalitet mot Heath – framstod hon som den enda seriösa utmanaren.
De nya reglerna tillät nya kandidater att gå till valurnorna i en andra valomgång om den första skulle vara oavgjord, så Thatchers utmaning ansågs av vissa vara en trojansk häst. Neave underskattade medvetet Thatchers stöd för att locka till sig vacklande röster från parlamentsledamöter som var angelägna om att se Heath ersatt även om de inte nödvändigtvis ville att Thatcher skulle ersätta honom.
Den 4 februari 1975 besegrade Thatcher Heath i den första omröstningen med 130 röster mot 119, med Fraser på en avlägsen tredje plats med 16 röster. Detta var inte en tillräckligt stor marginal för att ge Thatcher den 15-procentiga majoritet som krävdes för att vinna i den första omröstningen, men efter att ha slutat på andra plats avgick Heath omedelbart och ställde inte upp i nästa valomgång. Hans favoritkandidat William Whitelaw förlorade mot Thatcher i den andra omröstningen en vecka senare (Thatcher 146, Whitelaw 79, Howe 19, Prior 19, Peyton 11). Omröstningen polariserades längs höger-vänsterlinjerna, där dessutom MP:s region, erfarenhet och utbildning påverkade. Heath och Whitelaw var starkare på vänsterkanten, bland dem som gått ut Oxbridge och gått i folkskolor, och bland parlamentsledamöter från norra England eller Skottland.
Thatcher hade lovat Heath en plats i skuggkabinettet och planerade att erbjuda honom vilken post han ville. Hans rådgivare gick med på att han skulle vänta minst sex månader, så han avböjde. Han återkom aldrig och hans vägran kallades "den otroliga tjurigheten". Thatcher besökte Heath i hans hem strax efter att hon valts till ledare och var tvungen att stanna för att dricka kaffe med hans privatsekreterare Timothy Kitson så att den väntande pressen inte skulle inse hur kort besöket hade varit. Heath hävdade att han helt enkelt hade avböjt hennes begäran om råd om hur hon skulle hantera pressen, medan Thatcher hävdade att hon erbjöd honom vilken position i skuggkabinettet han ville ha och bad honom att leda den konservativa kampanjen i den förestående folkomröstningen om EEG, bara för att bryskt avvisas.

## Senare karriär (1975-2001)

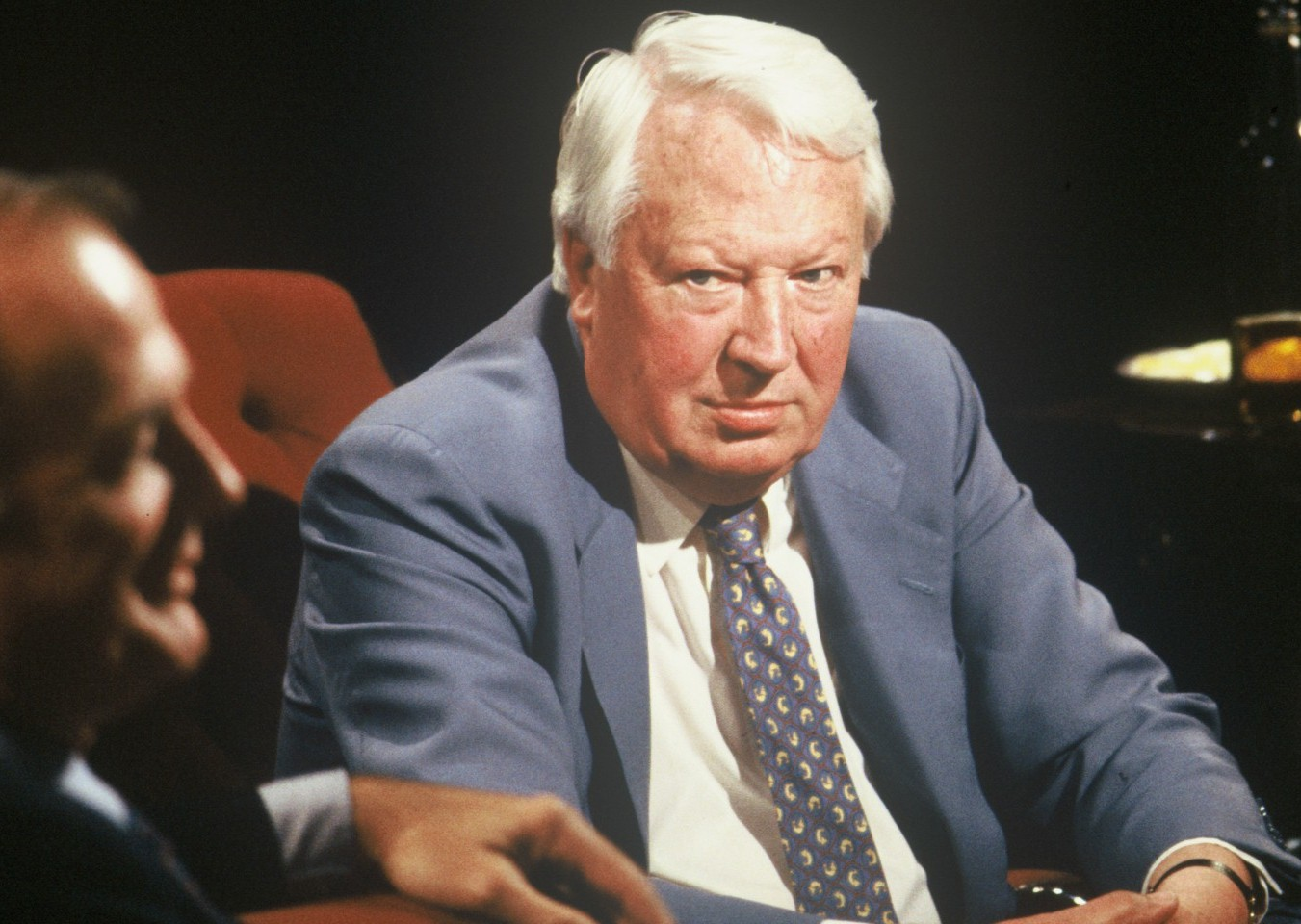
Framträdande i ett diskussionsprogram i engelsk TV 1989

Under många år framhärdade Heath i sin kritik av partiets nya ideologiska inriktning. Vid tiden för sitt nederlag var han fortfarande populär bland de konservativa gräsrötterna och applåderades varmt vid det konservativa partiets kongress 1975. Han spelade en ledande roll i folkomröstningskampanjen 1975 där Storbritannien röstade för att förbli en del av EEG, och han förblev aktiv på den internationella arenan och tjänstgjorde i Brandtkommissionens utredning av utvecklingsfrågor, särskilt om Nord-sydkonflikten (Brandt-rapporten).
Hans relationer med Thatcher förblev dåliga, och 1979-80 tackade han nej till hennes erbjudanden om posterna som ambassadör i USA och generalsekreterare i NATO. Han fortsatte som en central figur till vänster i partiet och vid det konservativa partiets kongress 1981 kritiserade han öppet regeringens ekonomiska monetärpolitik, som hade sett inflationen stiga från 13 procent 1979 till 18 procent 1980 och sedan sjunka till 4 procent 1983, men där arbetslösheten hade fördubblats från cirka 1,5 miljoner till efterkrigstidens högsta nivå på 3,3 miljoner.
1990 flög han till Bagdad för att försöka förhandla om frigivning av flygpassagerare på British Airways Flight 149 och andra brittiska medborgare som tagits som gisslan när Saddam Hussein invaderade Kuwait. Efter händelserna under den svarta onsdagen 1992 förklarade han i underhuset att regeringen borde bygga upp en fond av reserver för att motverka valutaspekulanter.
År 1987 nominerades han i valet till universitetskanslerposten vid Oxfords universitet, men förlorade mot Roy Jenkins på grund av att de konservativa rösterna delades med Lord Blake.

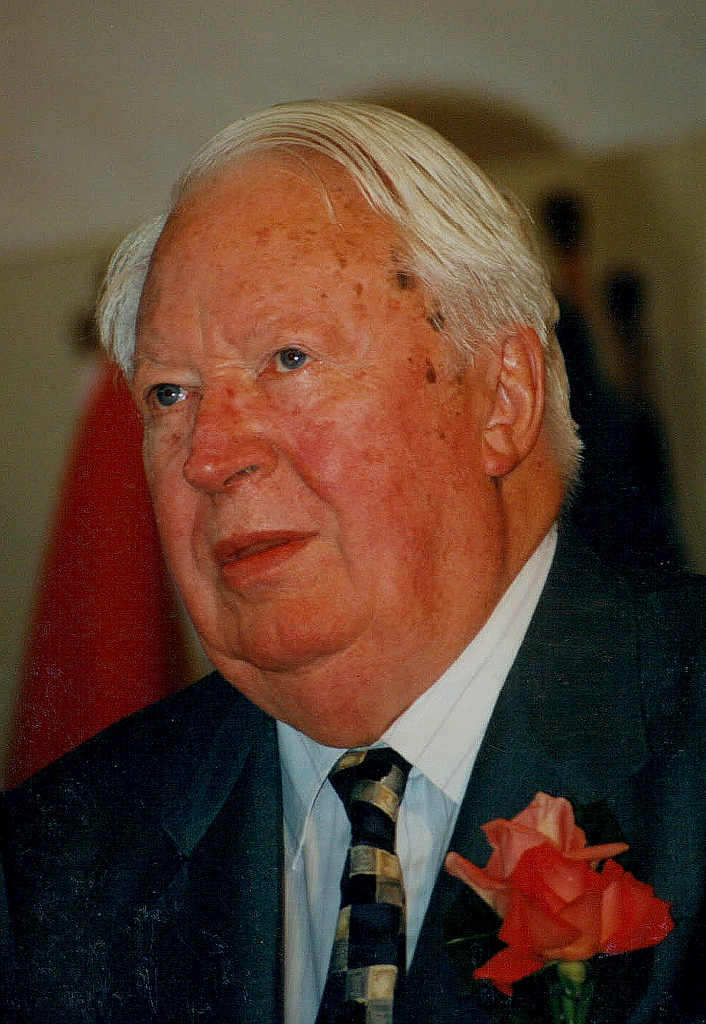
Heath 1995

Heath fortsatte att tjänstgöra som parlamentsledamot för Londons valkrets Old Bexley and Sidcup och var från 1992 den parlamentsledamot som suttit längst ("Father of the House") och den äldsta brittiska parlamentsledamoten. Som husets fader övervakade han valet av två talmän i underhuset, Betty Boothroyd och Michael Martin, baron Martin av Springburn. Heath utnämndes till riddare av Strumpebandsorden den 23 april 1992. Han avgick från parlamentet vid valet 2001. Heath och Tony Benn var de två sista parlamentsledamöterna som valdes under George VI:s regeringstid, och Heath hade tjänstgjort oavbrutet sedan 1950.
Heath upprätthöll affärsförbindelser med flera företag, bland annat en saudisk tankesmedja, två investeringsfonder och en kinesisk fraktoperatör, främst som rådgivare i Kinafrågor eller som medlem av styrelsen. Enligt Chris Patten, den siste guvernören i Hongkong, kan hans kommersiella intressen i Kina ha varit en av anledningarna till att han fördömde de demokratiska reformer som infördes inför överlämnandet av Hongkong.
Parlamentet bröt mot prejudikatet genom att beställa en byst av Heath medan han fortfarande var i livet. Kommentatorer har noterat hur statyn av Margaret Thatcher verkar överskugga Heaths byst. Bronsverket från 1993, av Martin Jennings, flyttades till ledamöternas lobby 2002. Den 29 april 2002, i sitt åttiosjätte år, gjorde han ett offentligt framträdande på Downing Street tillsammans med den dåvarande premiärministern Tony Blair och de tre andra överlevande före detta premiärministrarna vid den tiden (James Callaghan, Margaret Thatcher och John Major), samt släktingar till avlidna premiärministrar, för en middag som var en del av Elizabeth II:s guldjubileum. Detta skulle bli ett av hans sista offentliga framträdanden, då hans hälsa försämrades året därpå.

## Privatliv

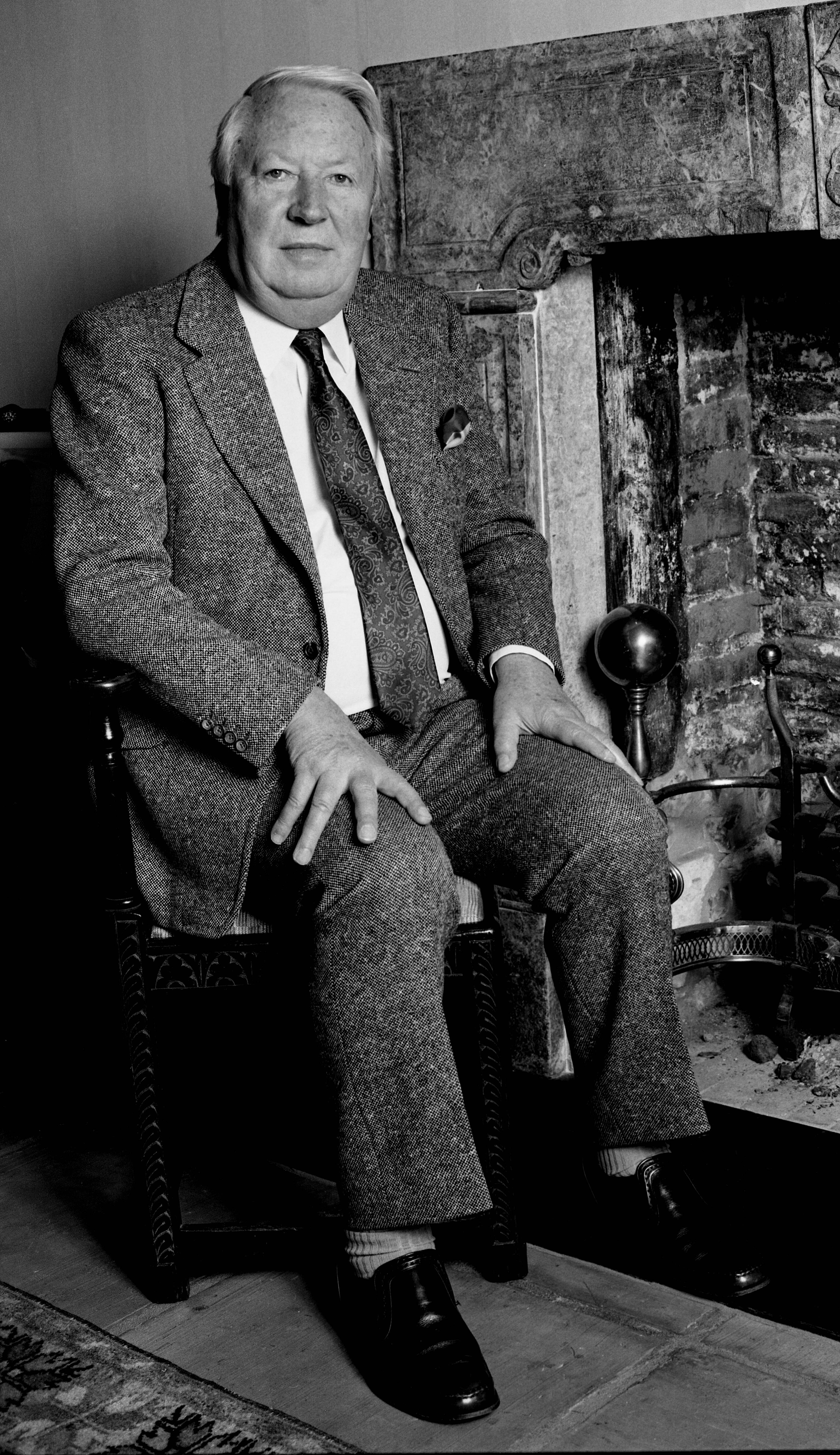
Heath i sitt hem i Salisbury 1987

### Hem
På 1960-talet hade Heath bott i stadsdelen Albany vid Piccadilly. I det oväntade slutet på hans tid som premiärminister vägrade det franska paret som bodde där att flytta ut så att han kunde få tillbaka sin lägenhet ("Så mycket för den europeiska enigheten!" Heath skrev senare i sina memoarer). Under fyra månader bodde Heath i lägenheten hos den konservative parlamentsledamoten Timothy Kitson. Kitson avböjde hans erbjudande att betala hyran, men mindes senare ett tillfälle då hans egen klocka gick sönder, och Heath svarade med att be honom ta en av en stor samling som han hade fått på sina resor. I juli 1974 tillät hertigen av Westminster, en stor markägare i London och ivrig EU-vän, Heath att hyra en fastighet på Wilton Street, Belgravia, för en årlig hyra på 1 250 pund (16 454 pund i 2024 års priser), en tiondel av marknadsvärdet. Huset hade tre våningar och en källarvåning för Heaths hushållerska, och han fortsatte att använda det som sitt hem i London tills åldern hindrade honom från att gå uppför trapporna.
I februari 1985 köpte Heath hemmet Arundells i Wiltshire nära katedralen i Salisbury, där han bodde fram till sin död tjugo år senare. I januari 2006 tillkännagavs det att Heath hade placerat sitt hus och sina ägodelar, värderade till 5 miljoner pund i sitt testamente, i en välgörenhetsstiftelse, Sir Edward Heath Charitable Foundation, för att bevara huset som ett museum över hans karriär. Huset är öppet för allmänheten för guidade turer från mars till oktober. Där visas en stor samling personliga tillhörigheter samt Heaths personliga bibliotek, fotosamlingar och målningar av Winston Churchill.
I sitt testamente lämnade Heath, som inte hade några ättlingar, bara två legat: 20 000 pund till sin brors änka och 2 500 pund till sin hushållerska.

### Segling
Heath var en ivrig seglare. Han köpte sin första yacht Morning Cloud 1969 och vann Sydney till Sydney to Hobart Yacht Race det året. Han var kapten för Storbritanniens vinnande lag i Admiral's Cup 1971 – medan han var premiärminister – och var även kapten för laget i 1979 års Fastnet-tävling. Han var medlem i Broadstairs Sailing Club, där han lärde sig att segla på en Snipe och ett Fireball innan han gick vidare till framgång i större båtar.

### Klassisk musik
Heath behöll ett intresse för klassisk musik som pianist, organist och orkesterdirigent, och var känd för att ha installerat en Steinwayflygel på 10 Downing Street – köpt för sina Karlspriset-pengar på 450 pund, belönad för hans misslyckade försök att föra Storbritannien in i EEG 1963, och utvald på inrådan av hans vän, pianisten Moura Lympany – och dirigerade julsångskonserter i Broadstairs varje år från tonåren till ålderdomen.
Heath dirigerade London Symphony Orchestra, bland annat vid en galakonsert i Royal Festival Hall i november 1971, där han dirigerade Sir Edward Elgars ouvertyr Cockaigne (In London Town). Han dirigerade också Royal Liverpool Philharmonic och English Chamber Orchestra, samt orkestrar i Tyskland och USA. Under sin tid som premiärminister bjöd Heath in musikervänner som Isaac Stern, Yehudi Menuhin, Clifford Curzon och Amadeuskvartetten att uppträda antingen på Chequers eller 10 Downing Street. Heath var en av grundarna av European Community Youth Orchestra (1976), numera European Union Youth Orchestra.
1988 spelade Heath in Beethovens trippelkonsert opus 56 (med medlemmar ur Trio Zingara som solister) och Boccherinis cellokonsert i G-dur, G480.

### Fotboll
Heath var en supporter till Lancashires fotbollsklubb Burnley FC, och strax efter slutet av sin mandatperiod som premiärminister 1974 öppnade han Bob Lord Stand för 450 000 pund på klubbens stadion Turf Moor.

### Författare

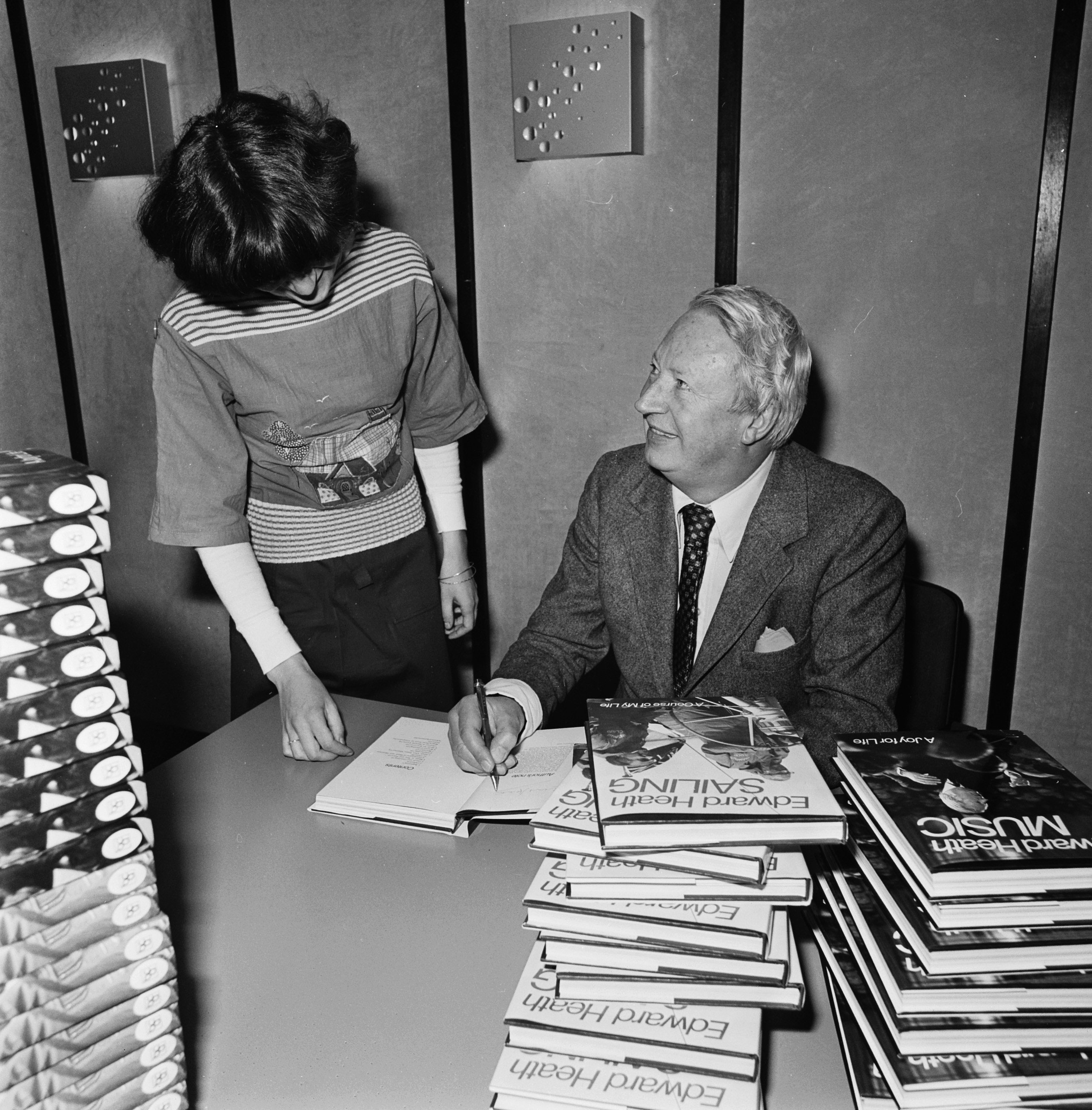
Heath signerar böcker 1977

Heath skrev flera böcker under andra halvan av 1970-talet: Sailing, Music och Travels. Han sammanställde också en samling julsånger med titeln The Joy of Christmas, publicerad 1978 av Oxford University Press, som innehöll musik och texter till en mängd olika julsånger, var och en ackompanjerad av en reproduktion av ett religiöst konstverk och en kort introduktion av Heath.
Heaths självbiografi, The Course of My Life, kom ut 1998. Enligt hans dödsruna i The Daily Telegraph hade detta "involverat dussintals forskare och författare (av vilka några han aldrig betalade) under många år".

### "Grocer Heath"
År 1964 ledde Heath, trots betydande motstånd från många konservativa parlamentsledamöter och oberoende livsmedelshandlare och affärsinnehavare, en framgångsrik kamp för att avskaffa prisbindningen.
Private Eye, en satirisk aktualitetstidning, förlöjligade honom därefter ihärdigt som "Grocer Heath". Tidningen parodierade honom också som verkställande direktör för ett kämpande litet företag, "Heathco".

### Sexualitet
Heath gifte sig aldrig. Han förväntades gifta sig med barndomsvännen Kay Raven, som enligt uppgift var trött på att vänta och gifte sig med en RAF-officer som hon träffade på semester 1950. I ett stycke på fyra meningar i sina memoarer hävdade Heath att han hade varit för upptagen med att etablera en karriär efter kriget och hade "kanske ... tagit för mycket för givet". I en TV-intervju med Michael Cockerell 1998 sa Heath att han hade förvarat hennes fotografi i sin lägenhet i många år efteråt.
Hans intresse för musik gjorde att han stod på god fot med kvinnliga musiker, bland annat pianisten Moura Lympany. När Heath var premiärminister blev hon kontaktad av den konservative parlamentsledamoten Tufton Beamish, som sa: "Moura, Ted måste gifta sig. Vill du gifta dig med honom?" Hon sa att hon skulle ha gjort det men att hon var kär i någon annan. Hon sa senare att det mest intima Heath hade gjort var att lägga armen om hennes axel.
Bernard Levin skrev vid den tiden i The Observer att Storbritannien fick vänta tills uppkomsten av det tillåtande samhället för en premiärminister som var oskuld. Senare i livet, enligt hans officiella levnadstecknare Philip Ziegler, var Heath vid middagsbjudningar "benägen att återfalla i dyster tystnad eller helt ignorera kvinnan bredvid honom och prata över henne till den närmaste mannen"; Andra vid den tiden hävdade att Heath helt enkelt inte var pratsam på fester.
Det förekom många insinuationer i Private Eye om det och slagord som insinuerade att han var homosexuell kunde höras utanför Downing Street under fackföreningsmedlemmars protester mot hans lagförslag om arbetsmarknadsrelationer.
John Campbell, som publicerade en biografi om Heath 1993, ägnade fyra sidor åt en diskussion om bevisen för Heaths sexualitet. Samtidigt som han erkände att Heath ofta antogs av allmänheten att vara homosexuell, inte minst för att det "nuförtiden ... viskas så om varje ungkarl" fann han "inga säkra bevis" för att det var så "förutom det svagaste ogrundade ryktet" (fotnoten hänvisar till ett omnämnande av en "oroande händelse" i början av andra världskriget i en biografi från 1972 av Andrew Roth). Campbell drog till slut slutsatsen att den mest betydelsefulla aspekten av Heaths sexualitet var hans fullständiga bortträngning av den.
Brian Coleman, ledamot av det konservativa partiets Londonförsamling för Barnet och Camden, hävdade 2007 att Heath, för att skydda sin karriär, hade slutat med cottaging på 1950-talet. Coleman sade att det var "allmänt känt" bland de konservativa att Heath hade fått en sträng varning av polisen när han genomgick bakgrundskontroller för posten som kronråd. Heaths levnadstecknare Philip Ziegler skrev 2010 att Coleman kunde ge "lite eller ingen information" för att backa upp detta uttalande, att ingen man någonsin hade påstått sig ha haft en sexuell relation med Heath, inte heller fanns några spår av homosexualitet i hans papper, och att "de som kände honom väl" insisterar på att han inte hade någon sådan böjelse. Han tror att Heath var asexuell, även om han nämner ett brev från en "Freddy", som verkar sårad över att "Teddie" hade avvisat hans närmanden (kapitel 2 i hans bok).
Lord Armstrong av Ilminster, som var Heaths vän och tidigare privatsekreterare, förklarade att han trodde att Heath var asexuell, och sade att han "aldrig upptäckte en doft av sexualitet i förhållande till män, kvinnor eller barn". En annan vän och förtrogen, Sara Morrison, tidigare vice ordförande för det konservativa partiet, sa att Heath "i praktiken" hade sagt till henne "att han var könlös". Charles Moore sade i sin auktoriserade biografi över Margaret Thatcher att Bill Deedes trodde att Thatcher "verkade övertygad" om att Heath var homosexuell, medan Moore trodde att det är "möjligt" att Thatchers hänvisning i en intervju 1974 till att Heath inte hade någon familj var en medveten antydan om att han var homosexuell, för att misskreditera honom. Thatcher tycks onekligen ha ogillat Heath. "När jag tittar på honom och han tittar på mig", sa hon en gång, enligt Ziegler (kapitel 4), "känns det inte som en man som tittar på en kvinna, mer som en kvinna som tittar på en annan kvinna."
När han flyttade till Arundells 1985 anställde Heath Derek Frost, livspartner till Jeremy Norman, för att modernisera och inreda huset i Salisbury. Han blev vän med paret, men aldrig nära. När de frågade Heath varför han inte hade stött en reform av homosexualitetslagen (han var antingen frånvarande från debatterna på 1960-talet eller röstade emot Lord Arrans första lagförslag i maj 1965), svarade han att han alltid hade varit för det, men att "partiets gräsrötter aldrig skulle ha stått för det". Normans åsikt är att Heath var "en djupt instängd homosexuell man" som "tidigt i livet bestämde sig för att sublimera sin sexualitet till sina politiska ambitioner". Senare i livet röstade Heath för en sänkning av åldern för samkönat samtycke till arton och sedan sexton.
På samma sätt skriver Michael McManus, som var Heaths privatsekreterare på 1990-talet och hjälpte till med hans memoarer, i sin bok om homosexuella konservativa politiker att han "inte hade något som helst tvivel om att Heath var en homosexuell man som hade offrat sitt privatliv för sin politiska karriär, utövat järnhård självkontroll och levt i celibat när han klättrade uppför karriärens 'oljiga påle'".

### Anklagelser om sexuella övergrepp mot barn
I april 2015 utreddes en våldtäktsanklagelse mot Heath av Metropolitanpolisen men lades ner. I augusti 2015 utredde flera polismyndigheter anklagelser om sexuella övergrepp mot barn som Heath hade begått. Poliskårerna i Hampshire, Jersey, Kent, Wiltshire, Gloucestershire och Thames Valley samt Londons Metropolitanpolis undersökte sådana påståenden. Det rapporterades att en man hade hävdat att han vid 12 års ålder hade blivit våldtagen av Heath i en lägenhet i Mayfair 1961, efter att han hade rymt hemifrån. Anklagelser om Heath undersöktes som en del av Operation Midland, Metropolitanpolisens utredning av påståenden om historiska övergrepp mot barn och relaterade mord. Ett vittne vid namn "Nick" presenterades för polisen av den tidigare Exaro-webbplatsen, som hade frågat honom om påstådda sexuella övergrepp mot barn av framstående personer i lägenhetskomplexet Dolphin Square i Pimlico i London; Heath rapporterades vara en av figurerna. År 2018 arresterades "Nick", vars riktiga namn är Carl Beech, och åtalades för barnpornografibrott och i januari 2019 erkände han sig skyldig. Beech, som hade fabricerat anklagelser mot Heath och andra framstående politiker och tjänstemän, dömdes i juli 2019 till arton års fängelse.
I augusti 2015 rapporterade Sky News att polisen i Jersey utredde anklagelser mot Heath som en del av Operation Whistle, och en liknande utredning, Operation Conifer, inleddes av Wiltshire-polisen vid samma tid. Sir Edward Heath Charitable Foundation, som driver museet i Arundells, hans hem i Salisbury, sade att de välkomnade utredningen. I november 2016 sa kriminologen Richard Hoskins att bevisen som användes mot Heath i Operation Conifer, inklusive misskrediterade anklagelser om satanistiska rituella övergrepp, var "befängda", "fantastiska" och erhållna genom den "kontroversiella" praktiken av återvunnen minnesterapi. Operation Conifer avslutades i mars 2017 efter att ha kostat 1,5 miljoner pund under två år, eftersom inga bekräftande bevis hade hittats i någon av de 42 anklagelserna från 40 personer (inklusive tre olika namn som användes av en person).
I september 2017 tillkännagavs det att den oberoende utredningen om sexuella övergrepp mot barn skulle granska polisutredningen mot Heath. Polisen sade att om Heath fortfarande var vid liv skulle de ha intervjuat honom under försiktighet i samband med sju av de 42 anklagelserna, men ingenting skulle kunna antydas om hans skuld eller oskuld. I sin sammanfattande rapport bekräftade polismästare Mike Veale att "inga ytterligare bekräftande bevis hittades" för att stödja påståendena om sataniska övergrepp.

## Sjukdom och död

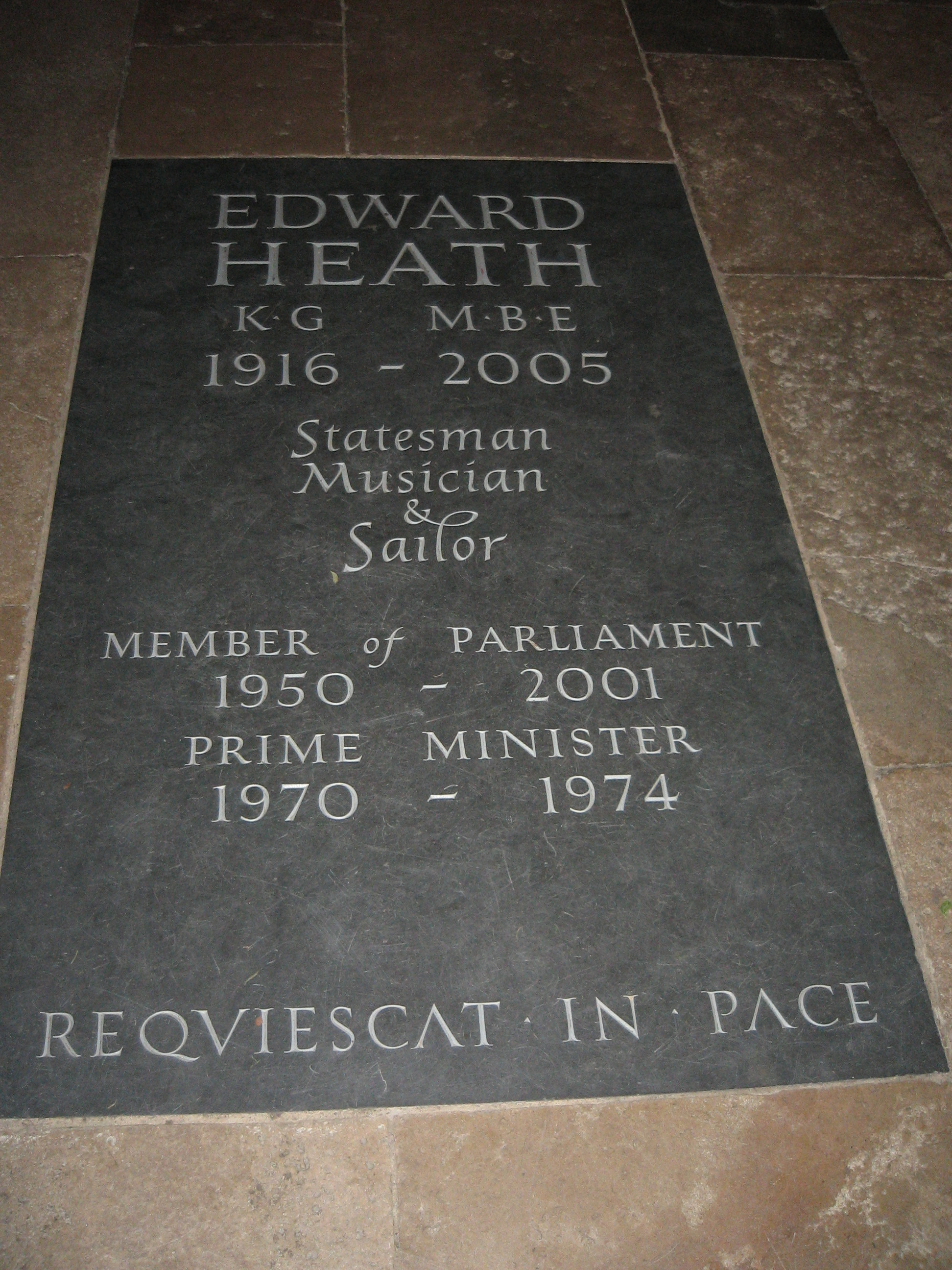
Heaths monument i katedralen i Salisbury

I augusti 2003, vid 87 års ålder, drabbades Heath av lungemboli under en semester i Salzburg i Österrike. Han återhämtade sig aldrig helt, och på grund av sin sviktande hälsa och rörlighet gjorde han mycket få offentliga framträdanden under de två sista åren av sitt liv. Hans sista framträdande var vid avtäckningen av en uppsättning portar vid Sankt Paulskatedralen tillägnad Churchill den 30 november 2004.
I sitt sista offentliga uttalande hyllade Heath James Callaghan, som dog den 26 mars 2005, och sa att "James Callaghan var en viktig del av det politiska livet i detta land under sin långa och varierade karriär. När han var i opposition tvekade han aldrig att bestämt föra sitt partis talan. När han var i regeringsställning hade han en mjukare inställning till både sina anhängare och motståndare. Även om han lämnade underhuset 1987 fortsatte han att följa det politiska livet och det var alltid ett nöje att träffa honom. Vi har förlorat en viktig person från vårt politiska landskap."
Knappt fyra månader senare avled Sir Edward Heath i sitt hem av lunginflammation klockan 19.30 den 17 juli 2005, 89 år gammal, dagen efter att hans talesman sagt att han "närmade sig slutet av sitt liv". Han kremerades den 25 juli 2005 vid en begravningsgudstjänst där 1 500 personer deltog. Dagen efter hans död visade BBC:s parlamentskanal BBC:s resultatbevakning av valet 1970. En minnesstund hölls för Heath i Westminster Abbey den 8 november 2005, där 2 000 personer deltog. Tre dagar senare begravdes hans aska i katedralen i Salisbury. I en hyllning till honom sa den dåvarande premiärministern Tony Blair: "Han var en man med stor integritet och övertygelser som han höll fast vid och som han aldrig vacklade från".

## Böcker av Heath
- Heath, Edward (1970). Old World, New Horizons: Britain, Europe, and the Atlantic Alliance. Harvard University Press. ISBN 978-0674492493. https://archive.org/details/oldworldnewhoriz00heat.
- Heath, Edward (1975). Sailing: A Course of My Life. Stein and Day. ISBN 978-1135465292. https://archive.org/details/sailingcourseofm00heat.
- Heath, Edward (1976). Music: A Joy for Life. Sidgwick & Jackson. ISBN 978-0283983498. https://archive.org/details/musicjoyforlife00heat.
- Heath, Edward (1977). Travels: People and Places in My Life. Sidgwick & Jackson. ISBN 978-0283984143. https://archive.org/details/travelspeoplepla0000heat.
- Heath, Edward (1977). The Joy of Christmas: A Selection of Carols. Sidgwick & Jackson. ISBN 978-0195200812. https://archive.org/details/joyofchristmasse0000unse.
- Heath, Edward (1998). The Course of My Life. Hodder & Stoughton. ISBN 978-0340708521. https://archive.org/details/courseofmylifemy0000heat.